# Семёнов, Глеб Сергеевич
Глеб Сергеевич Семёнов (при рождении Глеб Борисович Деген; 18 апреля 1918, Петроград — 23 января 1982, Ленинград) — русский поэт, переводчик, химик, руководитель литературных объединений молодых писателей.

## Биография
Отец — Борис Евгеньевич Деген (Деген-Ковалевский), археолог и этнограф (1894, Киев — 1941, Ленинград). Окончил Петроградский университет в 1917 г. С середины 1920-х внештатный сотрудник ГАИМК. Участник Северокавказской экспедиции ГАИМК в 1929, разведки в Сванетии в 1930 году. Был арестован в 1930 г. по «делу экскурсионных работников», весной 1931 г. находился под следствием в тюрьме «Кресты». Был освобождён. В 1932 году участвовал в экспедиции этнографического отдела РМ в Кабардино-Балкарии, в 1933 — Северокавказской экспедиции ГАИМК. С января 1934 г. работал в ГАИМК, по археологии, истории и этнографии Кавказа, участвовал в коллективном труде ленинградских кавказоведов «Народы СССР». 27 сентября 1941 г. защитил кандидатскую диссертацию «Курганы в Кабардинском парке г. Нальчика». Умер в Ленинграде, от голода в начале блокады.
Дед — Евгений Викторович Деген, писатель и художественный критик (1866—1904). Начальник архивов бывшего Финансового Управления в Царстве Польском, губернский секретарь. Литературный критик и публицист, поэтический переводчик. Участник Русско-японской войны 1904—1905 годов, пропал без вести в бою под Ляояном.
Мать — актриса Наталья Георгиевна Бруггер, выступавшая под псевдонимом Наталия Волотова. У матери и отца были немецкие корни. Родители разошлись вскоре после рождения сына. В 1923 году Наталья Георгиевна вышла замуж за писателя Сергея Александровича Семёнова (1893—1942). Семья жила в Ленинграде в писательском доме — «надстройке» на канале Грибоедова, где их соседями были Слонимский, Каверин, Козаков, Зощенко, Шварц и другие писатели.
До 16 лет носил имя Глеб Борисович Деген, этой фамилией подписывал свои первые стихи. После ареста отца в 1930 году по «делу экскурсионных работников», мать дала сыну фамилию отчима.
Первые стихи Семёнова были напечатаны в 1935 году в газете «Пролетарская правда».
В 1941 окончил Ленинградский университет, работал по специальности химиком.
С начала войны оставался в Ленинграде, пережил первую блокадную зиму. С 1942 года в эвакуации в деревне Шабуничи под Пермью. Отчим, Сергей Семёнов ушёл в 1941 году на фронт, в 1942 году умер в госпитале от пневмонии. Глеб Семёнов по состоянию здоровья не был призван в армию.
Вернувшись в Ленинград после войны, Глеб Семёнов посвящает себя литературе. Профессионально занимался переводами поэзии. Переводил стихи народов Севера, молдавских, славянских поэтов — чешских, словацких, болгарских, белорусских, а также Омара Хайяма.
После вступления в Союз писателей Глеб работал ответственным секретарём Комиссии по работе с молодыми литераторами при Ленинградском отделении Союза. Глеб Сергеевич много лет руководил объединением молодых поэтов, у него учились Кушнер, Горбовский, Соснора, Британишский, Яков Гордин, Нина Королёва, Михаил Яснов, Римма Маркова и другие. Ученица Семёнова Елена Кумпан стала его женой, а в дальнейшем — составителем тома его стихотворений и поэм для книжной серии «Новая библиотека поэта».
Стихи Семёнова старательно отделаны, точны и насыщены метафорами. Фрагментарная образная система и лишь намеченные отношения между людьми создают особый характер недосказанности и глубины в поэзии Семёнова.

## Сборники стихов
прижизненные
- 1947 — Свет в окнах
- 1952 — Плечом к плечу
- 1964 — Отпуск в сентябре
- 1971 — Встречи с Италией
- 1972 — Сосны
- 1979 — Стихотворения